# Дрыгин, Василий Михайлович
Василий Михайлович Дрыгин (8 марта 1921, Чечелиевка — 3 сентября 2009, Ростов-на-Дону) — участник Великой Отечественной войны, старший лётчик 298-го истребительного авиационного полка 229-й истребительной авиационной дивизии 4-й воздушной армии Северо-Кавказского фронта, капитан, Герой Советского Союза.

## Биография
Василий Дрыгин родился 8 марта 1921 года в селе Чечелиевка в крестьянской семье. Украинец.
Окончив 7 классов и Днепропетровский индустриальный техникум, работал на металлургическом заводе в городе Днепродзержинске Днепропетровской области Украины. Окончил аэроклуб.
В 1940 году был призван в Красную Армию. В 1941 году окончил Качинскую военную авиационную школу пилотов. На фронтах Великой Отечественной войны с июля 1941 года. Член ВКП(б)/КПСС с 1942 года.
20 апреля 1943 года в воздушном бою над «Голубой линией» лётчик сбил два немецких «Юнкерса», но и сам был сбит. Покинув горящий самолёт, он приземлился на парашюте в расположение советских войск. Старший лётчик 298-го истребительного авиационного полка капитан Василий Дрыгин к маю 1943 года совершил 261 боевой вылет, в сорока воздушных боях лично сбил 12 самолётов противника и 5 — в группе.
За годы войны Дрыгин совершил 320 успешных боевых вылетов и лично сбил 17 вражеских самолётов и 8 в группе. В воздушном бою 23 августа 1943 года за освобождение Донской земли и Донбасса от немецких войск гвардии майор В. М. Дрыгин был сбит и тяжело ранен в голову. Его отправили на лечение в специализированный госпиталь.
Указом Президиума Верховного Совета СССР «О присвоении звания Героя Советского Союза начальствующему составу Военно-Воздушных сил Красной Армии» от 24 мая 1943 года за «образцовое выполнение боевых заданий командования на фронте борьбы с немецкими захватчиками и проявленные при этом отвагу и геройство» был удостоен звания Героя Советского Союза с вручением ордена Ленина и медали «Золотая Звезда» (№ 997).
На фронт он уже не вернулся, после излечения был направлен на учёбу в академию.
После окончания войны продолжал службу в ВВС СССР. В 1946 году окончил Военно-воздушную академию, в 1958 году — Военную академию Генерального штаба.
С 1962 года полковник Дрыгин — в запасе, а затем в отставке. Приехал в город Ростов-на-Дону, где жил и в 1968 году окончил Ростовский институт народного хозяйства. До ухода на заслуженный отдых работал диспетчером Ростовского авиационного предприятия.
Накануне 60-летия Великой Победы 84-летний ветеран 4-й воздушной армии участвовал в агитационном авиаперелёте по маршруту «Ростов-на-Дону — Ейск — Краснодар — Ростов-на-Дону».
Умер 3 сентября 2009 года, похоронен в Ростове-на-Дону.

Могила Дрыгина на Северном кладбище Ростова-на-Дону.

## Награды
- Награждён также тремя орденами Красного Знамени, орденом Александра Невского, двумя орденами Отечественной войны 1-й степени, двумя орденами Красной Звезды, медалями.

## Память
Имя Героя Советского Союза Дрыгина В. М. запечатлено на доске почёта в зале Славы в центральном музее Великой Отечественной войны 1941—1945 гг. на Поклонной горе в Москве.
О жизненном и боевом пути Василия Дрыгина рассказывается в книге «Лучшие люди России».